# Turai csata
A turai csata a Perczel Mór vezette tiszai hadsereg és egy orosz hadosztály között zajlott le. A csata eredményeként a magyaroknak sikerült feltartóztatnia az ellenséget, ez által sikerült megakadályozniuk, hogy az oroszok elvágják Görgey és a feldunai hadsereg útját.

## Előzmények
A Perczel Mór tábornok parancsnoksága alatt álló tartalék hadtest július 6-án egyesült a Wysocki tábornok által vezetett északi hadsereggel, amelyet a IX. hadtest és a lengyel légió alkotott. Az így létrehozott tiszai hadsereghez tartoztak még a Knezić Károly tábornok és Kazinczy Lajos ezredes vezette hadosztályok is, amelyek viszont a hadsereg zömétől nagy távolságra helyezkedtek el. A hadsereg folyamatos felderítésekkel igyekezett figyelemmel kísérni az orosz sereg mozgását.
Miután a Nagykáta és Abony körzetében elhelyezkedő hadsereghez megérkezett a július 17-i váci csata híre, az itt tartózkodó fővezér, Mészáros Lázár tábornok haditanácsot tartott arról, hogyan lehetne Görgey útját megkönnyíteni és az egyesülést minél hamarabb végrehajtani. Perczel javasolta , hogy az egész hadsereg induljon Görgey elé Kápolna irányába. Mészáros azonban úgy döntött, hogy a hadsereg Tiszafüredig vonul, ezzel megkönnyíti a feldunai hadsereg átkelését a Tiszán. Parancsot küldtek ugyanakkor a Knezić- és a Kacinczy-hadosztályok számára is, hogy készüljenek fel a Görgeihez való csatlakozásra. A csapatok egyesülése után egy 65 000-es sereg vonulhatott volna Haynau csapatai ellen.
A haditerv része volt az is, hogy az orosz csapatok figyelmének elterelésére a Dessewffy Arisztid tábornok vezette lovashadosztálynak Jászfényszaru irányába kellett felderítenie.
Az orosz csapatok, Görgei csapatain kívül, figyelemmel kísérelték a tiszai hadsereget is. Perczel mozdulatainak hatására Paszkevics elhatározta, hogy a szállítóoszlopait, melyek Pest felé haladtak, egy hadosztállyal fedezi. E feladatra, Tolsztoj tábornok parancsnoksága alatt, 8 gyalogszázadot, 24 lovasszázadot és 16 löveget rendelt ki. Parancsot küldött ugyanakkor Rüdiger tábornoknak is, hogy hadtestének zömével térjen vissza Gyöngyösre, ahol a II. és a III. hadtestet egyesíteni kívánta.

## A csata
A Dessewffy-lovashadosztály-13 huszárszázad, 4 század lengyel dzsidás és 12 löveg-július 20-án indult Nagykátáról Jászfényszaru felé. Tóalmásnál már egy kisebb kozák különítményre akadtak, amely azonnal visszavonult és értesítette Tolsztoj tábornokot a magyar csapatok megjelenéséről. Tolsztoj hadosztályát Turától délre azonnal harcrendbe állította. A magyar csapatok, bár az eredeti terv szerint a nagyobb összecsapások elől ki kellett térniük, a fővezér jelenlétében az oroszokkal szemben szintén szétbontakoztak.
A jobbszárnyon a lengyel lovasság helyezkedett el 4 löveggel, középen – Mészáros irányítása alatt – 5 század huszár és 2 röppentyűállvány állt, míg a balszárnyon 6 század huszárral és 8 löveggel Perczel vonult fel. A tartalékot 2 század huszár alkotta.
Az ütközet heves tüzérségi párbajjal kezdődött, mely mindkét fél lovasságát rendkívüli módon próbára tette. Néhány órás ágyúzás után a magyar jobb és bal szárny egyszerre lendült támadásba, amely a bal oldalon volt különösen eredményes. Az itt harcoló Olga-huszárokat Perczel huszárai a lövegek mögé űzték, ahol azonban dzsidásokkal és kozákokkal erősítették meg őket. Az ellentámadás kivédésére a középen álló Dessewffy lovasságát a balszárnyra küldte, és így az oroszokat ismét visszaszorították.
A magas kukoricásban még órákon keresztül így folyt a harc, melynek az vetett véget, hogy Hatvan felől újabb orosz csapatok érkeztek. Ezek ütközetbe lépését  azonban a magyar fél már nem várta meg, hanem a csapatok szervezetten elhagyták az ütközet színhelyét. Az oroszok nem üldözték őket. Ez elsősorban annak volt köszönhető, hogy Wysocki tábornok a gyalogsággal időközben előrevonult Jászfelsőszentgyörgyre. Miután itt feladatát teljesítette, harc nélkül visszavonult a többi csapat után Nagykátára, majd Abonyba.

## Veszteségek
A magyarok száz főt vesztettek az ütközet során, míg az oroszok hatvanat.

## Következmények
A tiszai hadsereg mozdulatai és elsősorban a turai ütközet annak ellenére is eredményes volt, hogy végül a magyar csapatoknak kellett elhagyniuk a csatateret. Nagyban segítette a feldunai hadsereg sikeres manőverét, és ezzel lehetővé tette, hogy az oroszok komolyabb erőkkel ne üldözhessék azt.
A két hadsereg találkozása és egyesülése azonban nem valósult meg, mivel az orosz csapatok mozdulatai ezt megakadályozták. A tiszai hadsereg így csak a zöm két hadtestével vonult le Szegedhez.